# Resident Evil (jeu vidéo, 2002)
Pour les articles homonymes, voir Resident Evil (homonymie).
Resident Evil,, — ou Bio Hazard (バイオハザード, Baio Hazādo) au Japon — est un jeu vidéo du genre survival horror développé et édité par Capcom, sorti initialement sur GameCube le 22 mars 2002 au Japon.
Il s'agit d'un remake intégral du premier Resident Evil sorti sur PlayStation en 1996. L’intrigue se déroule en juillet 1998 près de Raccoon City, une ville fictive du Midwest américain, où une série de meurtres étranges a eu lieu. Le joueur incarne au choix Chris Redfield ou Jill Valentine, agents de l’unité d'élite S.T.A.R.S., piégés dans un manoir en pleine forêt après avoir été envoyés par la ville et la police de Raccoon pour enquêter sur ces meurtres.
Le développement de Resident Evil dure un peu plus d'un an, dans le cadre d'un accord d'exclusivité entre Capcom et Nintendo. Réalisé par Shinji Mikami, créateur de l'opus original, le remake vise à offrir une version plus fidèle à la vision initiale du jeu, grâce aux capacités de la GameCube. Les graphismes sont améliorés, avec des modèles 3D sur des arrière-plans précalculés, tandis que le jeu introduit de nouvelles mécaniques de gameplay, des énigmes remaniées, des zones supplémentaires à explorer, un scénario enrichi, et un arc narratif inédit, absent du jeu original.
À sa sortie, Resident Evil est acclamé par la presse pour ses graphismes et ses améliorations de gameplay, et est souvent cité parmi les opus les plus réussis et les plus effrayants de la série. Malgré ces éloges, les ventes sont inférieures aux attentes de Capcom, qui décide alors d’orienter la série vers un style plus axé sur l’action. En 2008, une version Wii du jeu est publiée avec un nouveau système de contrôle, suivie en 2015 par Resident Evil: HD Remaster, une version remastérisée en haute définition pour PlayStation 3, PlayStation 4, Xbox 360, Xbox One et Windows qui connaît un succès critique et commercial. Cette version est portée en 2019 sur Nintendo Switch.

## Trame
Lorsque le joueur commence la partie, il doit décider s'il souhaite incarner Jill Valentine ou Chris Redfield. En fonction du protagoniste choisi, le scénario présente quelques variations, et certains choix effectués en cours de partie influencent le déroulement et la fin du jeu.
Le 24 juillet 1998, après qu'une série de meurtres étranges a eu lieu en périphérie de Raccoon City (une ville du Midwest américain), les « S.T.A.R.S. » (Special Tactics And Rescue Service) du Raccoon Police Departement sont chargés de mener l'enquête. Après avoir perdu le contact avec l’équipe Bravo, l’équipe Alpha est envoyée à la rescousse. En survolant la forêt, ils découvrent l’hélicoptère écrasé de l’équipe Bravo, et se posent pour pouvoir enquêter. Rapidement, ils sont attaqués par une meute de chiens monstrueux qui tue l'un d'eux. Pris de panique, Brad Vickers, le pilote d'hélicoptère de l'équipe Alpha, prend la fuite, ne laissant d'autre choix aux membres restants — Chris, Jill, Albert Wesker et Barry Burton — que de se réfugier dans un manoir abandonné à proximité. En cours de chemin, un des survivants disparait : il s'agit de Chris dans le scénario de Jill, et de Barry dans celui de Chris. Dans les deux cas, les trois membres restants décident de se séparer et partent à la recherche du quatrième.
En explorant le manoir, Jill et Chris retrouvent plusieurs membres de l’équipe Bravo, y compris Kenneth J. Sullivan, qui est dévoré vivant par un zombie ; Richard Aiken, qui est tué soit par un serpent géant, soit par un grand requin ; Forest Speyer, qui est déjà mort et se réanime sous forme de zombie ; et le chef de l’équipe Bravo, Enrico Marini, qui révèle qu'il y a un traître parmi l’équipe Alpha avant d’être tué par un tireur en embuscade. Dans le scénario de Chris, celui-ci retrouve également Rebecca Chambers, qui décide de se joindre à lui. De fil en aiguille, le protagoniste incarné apprend qu'une série d'expériences illégales a été menée par une équipe de recherche clandestine sous l'autorité de la société biomédicale Umbrella Corporation. Le manoir grouille de créatures monstrueuses issues de ces expériences, qui ont exposé le personnel et la faune locale à un agent biologique hautement infectieux et mutagène connu sous le nom de virus T.
Le personnage qu'on incarne découvre un laboratoire secret souterrain où ont eu lieu les expériences d’Umbrella. À l'intérieur, il retrouve Jill ou Chris en captivité dans une cellule, puis Wesker qui déclenche le réveil du Tyran, une arme biologique humanoïde. Wesker révèle à cette occasion qu'il collabore avec Umbrella, et qu'il prévoit d'utiliser le Tyran pour tuer les membres des S.T.A.R.S. Un affrontement contre le Tyran s'ensuit ; dans le scénario de Chris, Wesker est attaqué par le Tyran puis laissé pour mort, tandis que dans l'histoire de Jill il disparaît au cours de l'affrontement. Une fois le monstre vaincu, le mécanisme d'autodestruction du laboratoire est activé, et Brad se manifeste par radio. Le joueur a la possibilité de libérer le personnage qui était enfermé, puis il rejoint l'héliport et contacte Brad pour être évacué. La fin du jeu varie en fonction des actions du joueur à des moments clés : dans la meilleure fin, Chris, Jill, Barry et Rebecca s'échappent tous en hélicoptère après avoir vaincu le Tyran une dernière fois ; dans la pire fin, le manoir reste intact et le personnage du joueur est le seul survivant.

## Système de jeu
Resident Evil est un jeu du genre survival horror où le joueur contrôle le personnage à l’écran en vue à la troisième personne dans des environnements en 3D précalculés. Pour progresser, le joueur doit explorer les différentes parties du manoir et ses environs tout en évitant ou en affrontant des monstres — principalement des zombies, mais aussi, entre autres, des dobermann infectés par le virus-T, des araignées géantes, et des « hunters », des créatures redoutables issues du croisement d'un humain et d'un battracien. Les zombies qui sont vaincus sans être décapités ou brûlés finissent par se relever et muter en une forme griffue plus rapide et plus dangereuse appelée « Crimson Head », qui se lancent sans répit à la poursuite du joueur. Bien qu'il soit possible d'utiliser des armes à feu pour tuer des monstres, Resident Evil favorise l'évasion au combat en limitant les munitions disponibles. Le joueur dispose d’une quantité limitée de santé, qui diminue lorsqu’il est attaqué par des monstres. La santé peut être récupérée en ramassant et en utilisant des herbes, lesquelles peuvent être combinées pour augmenter leur effet de guérison. Certains monstres peuvent également empoisonner le joueur, ce qui réduit progressivement sa santé jusqu’à ce que le poison soit neutralisé avec un sérum ou des herbes spéciales.
Le joueur peut ramasser certains objets, en déplacer d'autres, et escalader des obstacles. Lorsqu’un objet est collecté, il est stocké dans un inventaire accessible à tout moment. Les objets de l’inventaire peuvent être utilisés, examinés et combinés pour résoudre des énigmes et accéder à des endroits auparavant inaccessibles. L’inventaire est limité à un certain nombre d’emplacements, ce qui oblige le joueur à déplacer régulièrement des objets de l’inventaire vers des coffres de stockage disséminés dans les différentes zones du jeu. Tous les coffres sont « reliés » entre eux : chacun donne accès à l'ensemble du contenu qui y a été déposé.
Le joueur peut choisir d'incarner Chris Redfield ou Jill Valentine, chacun ayant ses avantages et inconvénients. Ainsi, Chris peut encaisser et infliger plus de dégâts que Jill, tandis que Jill peut transporter plus d’objets et déverrouiller certaines portes avec un crochet de serrurier. Les deux personnages peuvent équiper des armes défensives qui leur permettent d’éviter de subir des dégâts lorsqu’ils sont saisis par un ennemi. Ces armes défensives incluent un poignard et une arme spécifique à chaque personnage : Jill peut utiliser un Taser, tandis que Chris peut enfoncer une grenade incapacitante dans la bouche des zombies et la faire exploser d'un tir de pistolet. Les armes défensives sont limitées et ne peuvent être utilisées que lorsque le joueur est saisi par un monstre arrivant devant lui.
Le jeu inclut des cartes pour aider le joueur à se repérer dans les différentes zones. Pour sauvegarder sa progression, le joueur doit trouver des rubans encreurs — disponibles en quantité limitée et occupant un espace de l'inventaire — et les utiliser avec une machine à écrire. En terminant le jeu sous certaines conditions de difficulté et de temps, le joueur peut débloquer des costumes secrets pour les personnages principaux, des armes supplémentaires et des modes de difficulté spéciaux.

## Nouveautés duremake
Parmi les différences entre l'original et le remake, on peut remarquer :
- Des graphismes entièrement retravaillés : toujours en gardant le principe des décors en 2D précalculés avec des personnages incrustés en 3D temps réel ;
- L'apparition d'armes défensives : couteau utilisé en cas de corps à corps, grenades (pour le personnage de Chris Redfield) et un pistolet électrique nécessitant des piles (pour Jill Valentine) ;
- Des zombies capables d'ouvrir certaines portes, de descendre les escaliers et pouvant se régénérer en « Crimson Head » (littéralement « Têtes cramoisies »), autrement dit des monstres plus redoutables et plus rapides ;
- Les changements apportés à certains décors (et certaines énigmes à résoudre) et l'apparition de nouvelles zones de jeu (telle que la cabane des Trevor et le cimetière), ainsi que de nouveaux événements étoffant le background scénaristique de la série ;
- L'apparition d'une nouvelle créature nommée Lisa Trevor, personnage qui est souvent mentionné dans le Wesker's Reports II (Resident Evil: The Umbrella Chronicles). Il s'agit de la fille de l'architecte du manoir, George Trevor, qui a subi des expériences de la société Umbrella Corporation l'ayant transformée et rendue immortelle.

## Développement
Resident Evil est développé par Capcom Production Studio 4 et réalisé par Shinji Mikami, qui a conçu et dirigé l'opus original sur PlayStation,. Le jeu fait partie d'un accord d'exclusivité (en) entre Capcom et Nintendo pour publier d'anciens et de nouveaux jeux Resident Evil sur GameCube,. Contrairement à Resident Evil 2, Resident Evil 3: Nemesis et Resident Evil: Code Veronica, qui seront simplement portés sur cette console, Mikami décide de produire un remake du jeu original, estimant que ses graphismes ont mal vieilli et qu'il serait difficile à apprécier par des nouveaux joueurs. Le programmeur Yasuhiro Anpo cite également le mauvais doublage du jeu original comme une autre raison pour le remake. Mikami et le producteur Hiroyuki Kobayashi (en) conviennent que la GameCube leur permettrait de se rapprocher de la vision originale que l'équipe avait pour la série,. Comme l'explique Todd Thorson, directeur marketing de Capcom, l'objectif principal est « d'atteindre une qualité visuelle de type cinématographique et de créer encore plus de suspense et de peur que dans l'original ».

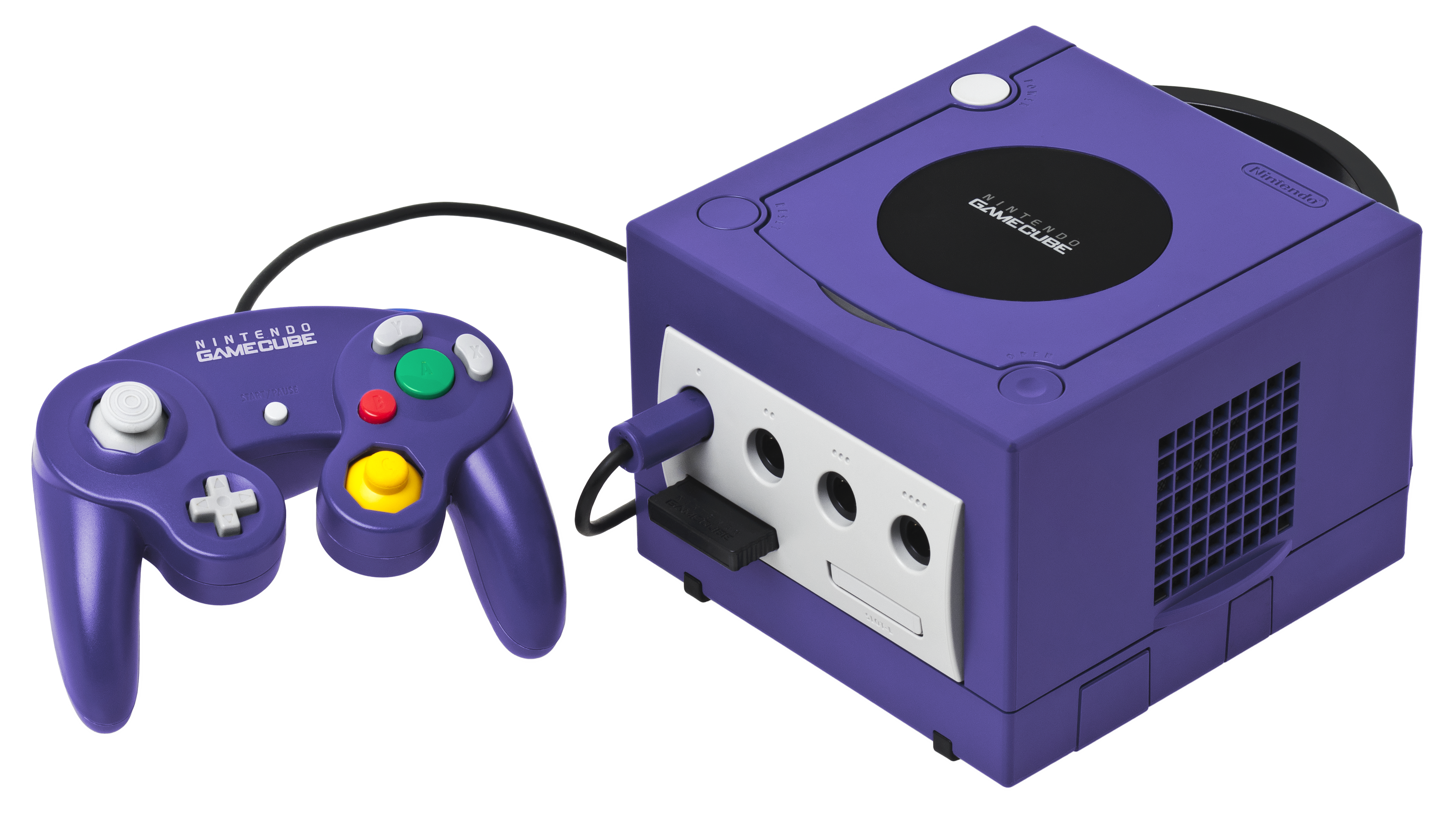
Le remake de Resident Evil est initialement conçu pour la GameCube exclusivement.

La production commence au début de l'année 2001 avec une équipe de seulement quatre programmeurs. Comme Resident Evil est l'un des premiers jeux Capcom développés pour la GameCube, l'équipe de développement doit étudier les performances de la console durant les premières phases de développement. Au cours du processus, l'équipe souhaite s'assurer que ceux qui ont déjà joué à la version de 1996 trouveront de nouveaux éléments à apprécier dans le remake. Les graphismes du remake comportent des modèles en 3D polygonale superposés à des décors pré-calculés, comme dans les premiers jeux Resident Evil. Les changements d'angles de caméra sont toutefois plus dynamiques afin de pouvoir montrer les environnements de façon plus détaillée. Les décors utilisent également des effets de particules et des couches de full motion vidéo pour simuler des effets tels que de l'eau en mouvement ou des branches d'arbres balancées par le vent. La création d'une peur intense chez les joueurs est une priorité, et de nombreux décors du jeu sont conçus avec un fort contraste entre l'obscurité et la lumière pour que les ennemis puissent apparaître de manière inattendue.
À l'origine, les développeurs prévoient seulement de mettre à jour les graphismes et d'ajuster le gameplay. Cependant, à mesure que le développement approche de son terme, Capcom commence à apporter des changements plus significatifs. Par exemple, l'inventaire est élargi afin que les joueurs puissent transporter un objet par défaut comme le crochet de Jill ou le briquet de Chris, tandis que les armes défensives, initialement incluses dans l'inventaire principal, font l'objet d'une case d'inventaire séparée pour rendre le jeu plus accessible que l'original. Plusieurs nouvelles armes sont également ajoutées afin d'élargir les possibilités de combat. La puissance des ennemis du jeu est rééquilibrée pour s'adapter à ces changements. Les développeurs prévoient initialement de rendre tous les ennemis invisibles, mais cette idée est abandonnée car cela aurait rendu le remake trop différent du jeu original. Cependant, ils conçoivent les Crimson Heads, des zombies qui n'ont pas été achevés et reviennent sous une forme plus dangereuse. Une intrigue secondaire impliquant le personnage de Lisa Trevor ainsi que de nouvelles zones à explorer sont ajoutées ; la plupart des énigmes sont modifiées, et un schéma de contrôle supplémentaire est inclus, permettant aux joueurs de déplacer leurs personnages en appuyant sur le bouton R de la manette GameCube et de les diriger avec le joystick. Dans une interview ultérieure, Kobayashi déclare que plusieurs de ces ajouts et changements substantiels étaient un effort délibéré pour attirer les joueurs expérimentés.
Capcom auditionne des acteurs qui servent de référence pour les character designers. Les visages des protagonistes sont basés sur des personnes réelles, et la capture de mouvements est utilisée pour animer leurs modèles. Environ 60 % des mouvements des personnages sont animés à partir des données capturées, le reste étant façonné à la main. Les développeurs ont initialement des difficultés à développer un système pour l'animation graphique par ordinateur. Cependant, Nintendo apporte une assistance à Capcom, et les problèmes sont finalement résolus. Capcom engage également de nouveaux acteurs pour le doublage et réécrit le script pour rendre l'intrigue plus convaincante,. Le jeu est développé sur une période d'un an et deux mois. La fin du développement est particulièrement intense, les programmeurs devant travailler deux mois consécutifs sans jours de repos pour respecter les délais. Resident Evil sort le 22 mars 2002 au Japon,, le 30 avril 2002 en Amérique du Nord et le 13 septembre 2002 en Europe.

## Portage etremaster

### Version Wii
Resident Evil sort sur Wii, la console qui succède à la GameCube, en même temps que Resident Evil Zero,. Ce portage, intitulé Resident Evil Archives: Resident Evil, comporte un schéma de contrôle compatible avec la Wiimote et la manette GameCube. Il sort au Japon le 25 décembre 2008, puis en Amérique du Nord et en Europe le 23 et le 26 juin 2009 respectivement,.

### HD Remaster
Une version en haute définition du jeu, intitulée Resident Evil HD Remaster, sort en janvier 2015 sur PlayStation 3, PlayStation 4, Xbox 360, Xbox One et Windows, puis en mai 2019 sur Nintendo Switch. Cette version remastérisée offre un son surround 5.1 ainsi qu’une définition de 1080p et un format d'affichage en 16:9. Les arrière-plans précalculés ayant à l'origine un format 4:3, les développeurs ajoutent un défilement vertical qui s'active lorsque le personnage se déplace pour s’adapter au format large du remaster. Il est toutefois toujours possible de sélectionner le format 4:3 d'origine. En plus des tank controls d'origine, un nouveau schéma de contrôle est également introduit, permettant aux joueurs de déplacer le personnage dans la direction du stick analogique. La version Windows affiche 60 images par seconde, tandis que les versions sur console sont limitées à 30 images par seconde.
Resident Evil HD Remaster et Resident Evil Zero HD Remaster sont également regroupés dans une compilation intitulée Resident Evil: Origins Collection, sortie sur PlayStation 4, Xbox One et Microsoft Windows en 2016, puis sur Nintendo Switch en 2019.

## Accueil

### Critique
Resident Evil est acclamé par la critique lors de sa sortie sur GameCube. Matt Casamassina d'IGN estime que le jeu excelle « en tant qu’aventure indépendante et en tant que remake », le décrivant comme le « jeu le plus beau, le plus atmosphérique et le plus effrayant auquel nous ayons jamais joué ». De même, Shane Satterfield de GameSpot qualifie le remake de « jeu extraordinaire qui est clairement le meilleur de la série », tandis qu'Edge fait remarquer que le remake « n’est pas le miracle qu’était l’original mais on n’en est pas loin » et qu'il « s’imposera rapidement comme la version définitive » pour les nouveaux venus, et précise que « l’impression caractéristique de tension et d’anxiété incessante est réhaussée : d’abord parce que le jeu laisse moins le droit à l’erreur que l’original, et ensuite grâce à une direction technique et artistique inspirée. »
Le jeu est systématiquement félicité pour ses graphismes. GameSpot souligne l’attention portée aux détails, le réalisme des effets de gore, le brouillard volumétrique et l’intégration d’éclairages et d’ombres en temps réel avec les arrière-plans précalculés. IGN met en avant la complexité des modèles de personnages, en déclarant que « les gros plans de Chris ou de Jill sont presque photoréalistes ». Dans le magazine NGC, Jes Bickham note que, contrairement au Resident Evil original, le mélange des modèles de personnages et des décors est imperceptible. Il ajoute que le jeu est « tellement riche visuellement que l'on se délecte à la simple découverte d'un nouveau décor ».
L’atmosphère cinématographique et pleine de suspense du jeu est louée, Edge soulignant les angles de caméra spectaculaires et GameRevolution allant jusqu’à dire que le remake fait passer le Resident Evil original pour Pong. Resident Evil est également salué pour son réalisme sonore. Scott Alan Marriott d’AllGame ressent « un effroi constant sans qu'il n'y ait trop recours à des artifices faciles », tandis que GameSpot souligne la qualité et la variété des effets sonores, remarquant qu’« il semble y avoir des dizaines de sons différents pour les seuls bruits de pas ». Certaines publications jugent cependant le doublage médiocre en raison d'une intonation exagérée,.
Bien que les limitations imposées par les contrôles et la gestion de l'inventaire du jeu soient critiqués, les modifications apportées à de nombreux aspects du gameplay sont bien reçues. Mike Weigand de GamePro écrit : « C’est comme jouer à Resident Evil pour la première fois ». GameSpot observe que les armes défensives ajoutent une nouvelle dimension tactique au jeu. Cependant, les tank controls (où le stick analogique fait avancer le personnage dans la direction qu’il regarde) sont pointés du doigt : Hector Guzman de GameSpy reproche que ces derniers, qu'il juge « laborieux », n’aient pas été modifiés, ce qui peut provoquer des difficultés inutiles lorsque le joueur tente d’échapper aux monstres. IGN émet une critique similaire, mais le site juge bienvenue l'inclusion d'un schéma de contrôle alternatif. NGC fait le même reproche en ces termes : « Contrairement à Zelda ou Mario, dans lesquels vous poussez  simplement le stick dans une direction et le personnage se met à courir [dans cette direction], le système de contrôle « rotatif » de Resident Evil est maladroit. Vous devez tourner sur vous-même et ensuite appuyer vers l'avant pour vous déplacer, et vous devez appuyer sur un autre bouton pour courir. » Le journaliste regrette également l'absence d'un « véritable contrôle analogique », une fonctionnalité pourtant précédemment disponible dans la version Nintendo 64 de Resident Evil 2.
La version Wii du jeu reçoit un accueil critique relativement favorable, mais certaines publications épinglent les contrôles datés, ainsi que l'absence de nouveautés et d'un mode d'affichage en 16:9.
Concernant la version HD Remaster parue en 2015, plusieurs critiques notent que certains aspects, comme le système d’inventaire et l’obligation de revisiter des zones déjà explorées, ont moins bien vieilli, mais ils s’accordent globalement à dire que cette remastérisation est un retour réussi d’un classique. Le nouveau schéma de contrôle est également jugé plus intuitif et agréable, notamment pour les nouveaux joueurs.

### Ventes
Au cours de l'année 2002, Resident Evil s'écoule à 300 000 exemplaires au Japon, tandis que fin novembre 2003, on recense 445 176 ventes du jeu aux États-Unis. En mai 2008, Capcom annonce que le jeu totalise 1,35 million d'exemplaires vendus sur GameCube. En septembre 2022, Resident Evil HD Remaster s'est vendu à 3,7 millions d’exemplaires toutes plateformes confondues.